# Cornel Cernea
Cornel Cernea (* 22. April 1976 in Slobozia, Kreis Ialomița) ist ein ehemaliger rumänischer Fußballspieler. Der Torwart bestritt insgesamt 121 Spiele in der rumänischen Liga 1. Im Jahr 2006 gewann er mit Steaua Bukarest die rumänische Meisterschaft.

## Karriere
Die Karriere von Cornel Cernea begann bei Minerul Motro, wo er seit Anfang 1997 in der zweithöchsten rumänischen Spielklasse, der Divizia B (heute Liga II), unter Vertrag stand. Dort kam er als Ersatztorhüter aber nur selten zum Einsatz. Nach einem kurzen Intermezzo bei seinem früheren Verein Grivița Bukarest verpflichte ihn in der Winterpause 1999/2000 Petrolul Ploiești, das seinerzeit in der Divizia A (heute Liga I) spielte. Dort kam er zwar ab der Saison 2000/01 häufiger zum Einsatz, konnte sich aber nicht über einen längeren Zeitraum als Nummer 1 etablieren.
Während seiner Zeit bei Petrolul stieg Cernea im Jahr 2002 aus der Divizia A ab. Nach dem sofortigen Wiederaufstieg verließ er den Klub im Jahr 2003, um zu Oțelul Galați zu wechseln. Mit Oțelul konnte er das Pokalfinale 2004 erreichen, wo er Dinamo Bukarest unterlag. Dennoch erreichte der Verein die Qualifikation zum Europapokal.
Im Jahr 2005 bot sich für Cernea die Möglichkeit, zu einem rumänischen Spitzenklub zu wechseln, indem er sich Steaua Bukarest anschloss. Dort kam er aber mit Ausnahme der Saison 2006/07 nur selten zum Einsatz, so dass er nur geringen Anteil an der Meisterschaft 2006 hatte. Nach vier Jahren verließ er Steaua und wechselte im Jahr 2009 zu Unirea Alba Iulia, das gerade in die Liga 1 aufgestiegen war. Nach dem Abstieg am Ende der Saison 2009/10 wechselte er erneut zu einem Aufsteiger – diesmal zu Victoria Brănești.
Schon nach zwei Monaten verließ er Victoria wieder und spielt seit September 2010 für den Ligakonkurrenten Unirea Urziceni. Mit seinem neuen Klub stieg er am Ende der Spielzeit 2010/11 in die Liga II ab. Da Unirea sich im Juni 2011 aufgelöst hatte, wechselte er zum Farul Constanța in die Liga II. Dort beendete er Ende 2011 seine aktive Laufbahn.

## Erfolge
- Rumänischer Meister: 2006
- Rumänischer Vizemeister: 2007, 2008
- Rumänischer Pokalfinalist: 2004
- Aufstieg in die Divizia A: 2003